# Melitaea lathon
Melitaea lathon är en fjärilsart som beskrevs av Hans Fruhstorfer 1917. Melitaea lathon ingår i släktet Melitaea och familjen praktfjärilar. Inga underarter finns listade i Catalogue of Life.